# Medaglia dell'indipendenza dell'India
La medaglia dell'indipendenza dell'India fu una medaglia istituita dal Dominion of India ed approvata da re Giorgio VI del Regno Unito con Decreto Reale del 21 luglio 1948. Essa venne coniata per commemorare l'indipendenza dell'India dai domini britannici, sottoscritta nell'agosto del 1947.
Venne concessa a tutti coloro che, al 15 agosto 1947, fossero membri delle forze armate dell'India, incluse le forze degli stati principeschi che fossero entrati a far parte dell'India prima del 1º gennaio 1948. Il personale britannico rimasto in servizio in India dopo l'indipendenza e che fosse in servizio attivo al 1º gennaio 1948 poté pure ricevere la decorazione, anche se non lo furono le unità britanniche in procinto di rimpatriare.

## Descrizione
- la medaglia consiste in un disco circolare in cupronickel del diametro di 36 mm. Sul diritto si trova l'Ashoka Chakra sormontato dalla corona britannica e circondato dalla legenda: GEORGIUX VI D:G: BRITT:OMN: REX: FID DEF. Sul rovescio presenta i leoni di Ashoka, simbolo nazionale indiano, con la legenda: INDIAN INDEPENDENCE nella parte superiore e la data 15th AUGUST 1947 sotto. In alcuni casi il nome dell'insignito poteva essere inciso sul bordo della medaglia. Nel 1950 venne istituita una versione della medaglia per le forze di polizia indiane,[4] che presenta forme simili alla medaglia ordinaria ma sopra i leoni sul retro si trova il motto nazionale indiano "Solo la verità prevarrà" in sanscrito "सत्यमेव जयते", mentre sotto si trova la scritta "INDIAN INDEPENDENCE" e la data "26th JANUARY 1950".
- Il nastro è arancio, bianco e verde, i colori della bandiera indiana.[5] Il nastro per la versione assegnata ai membri della polizia indiana è rosso con una fascia centrale blu-arancio-blu.[6]